# 빌리 헤링턴
윌리엄 글렌 해럴드 "빌리" 헤링턴(영어: William Glen Harold "Billy" Herrington, 1969년 7월 14일 ~ 2018년 3월 2일)은 미국의 포르노 배우이다.

## 생애
빌리 헤링턴은 1969년 7월 14일 미국 뉴욕주의 노스배빌런(North Babylon)에서 태어났다. 그는 어린 시절 사범인 아버지로부터 가라데를 배우며 자랐고, 복싱, 레슬링, 무술에 흥미를 가졌다. 그 후 24세에 뉴욕 도심으로 이사하면서부터 보디빌딩을 시작하였다.
빌리 헤링턴의 성인물 경력은 그의 여자 친구가 빌리의 누드 사진을 플레이걸 잡지에 올리자고 제안하면서 시작되었다. 그 사진은 "이 달의 진정한 남자" 컨테스트에서 우승하여 500달러의 상금을 받게 되었고 그의 잡지 출연은 당시 유명한 사진작가였던 짐 프렌치(Jim French)의 관심을 받게 된다. 이후 그는 올 월드 비디오에서 하드코어 게이 포르노를 찍게 되었으며 1990년대 말 유명한 게이 스타로 성장하면서 TV 프로그램 "러브 커넥션"과 토크쇼 "릭키 레이크"에 출연하게 된다. 당시 그는 게이 포르노가 자신의 양성애적 성향을 대처하는 데 많은 도움이 되었다고 말했다.
양성애자였지만 주로 게이 포르노에 출연하였으며 2001년 니노 바치(Nino Bacci), 콜턴 포드, 블레이크 하퍼(Blake Harper), 제이 로스(Jay Ross)와 함께 출연한 게이 포르노《Conquered》로 에로틱 게이 비디오 어워드(Adult Erotic Gay Video Awards)에서 〈베스트 그룹 섹스상〉을 받았다. 빌리 헤링턴이 출연한 대표적인 작품으로는 《핫맨 쿨보이즈》 등이 있다.
2002년 가을에 첫째 아들을 얻었으며 미국의 몇몇 게이 클럽에서 스트립 쇼를 했던 것으로 전해진다. 그러나 2018년 3월 2일 캘리포니아주 셀마에서 자동차 사고로 49세를 일기로 사망하였다. 사망 직후 트위터에서 작가 치 치 라루가 빌리 헤링턴을 애도하는 글을 올렸고, 그의 어머니도 추모글을 올렸다.

## 인터넷에서의 유행
일본의 동영상 사이트인 니코니코 동화, 대한민국의 커뮤니티 사이트인 디시인사이드의 합성-필수요소 갤러리(현재 합성 갤러리)를 중심으로 빌리 헤링턴이 출연한 포르노 비디오를 이용한 합성 게시물이 유행하였다. 특히 "Ang?"이라는 음성과 엉덩이를 때리는 장면이 많이 쓰이며, 반 다크홈과도 같이 쓰이는 편이다. 일본에서는 빌리 헤링턴을 "형님"(일본어: 兄貴 아니키[*])이라는 별칭으로 부르기도 했다.

## 비판
2013년 8월 본인의 페이스북 계정에 이마에 욱일기를 두른 한 가미카제 일원을 소재로 한 사진을 게재했고 그것은 2014년 7월에 대한민국의 누리꾼들에게 뒤늦게 발견되었다. 욱일기는 일본이 과거 일본 제국 때 군기로 썼다는 점 때문에 대한민국에서 일본의 전쟁 범죄를 상징하는 기로 인식되고 있다. 결국 빌리 헤링턴은 문제를 일으킨 것에 대하여 사과했지만 그 후 진심으로 반성하지 않았다고 추측할 수 있는 말투가 드러나서 대한민국의 빌리 헤링턴 팬덤에게 비판을 받았다.

## 같이 보기
- 반 다크홈